# Марауэ
Марауэ́ (фр. Marahoué) — область в центральной части Кот-д’Ивуара.
- Административный центр — город Буафле.
- Площадь — 8 698 км², население — 791 689 человек (2010 год).

## География
На севере граничит с областью Вородугу, на востоке с областями Валле-дю-Бандама и Лак, на юге с областью Фромаже, на западе с областью О-Сассандра.

## Административное деление
Область делится на 3 департамента:
- Буафле
- Синфра
- Зюэнула